# Championnat d'Amérique du Sud et centrale des clubs féminin de handball
Le Championnat d'Amérique du Sud et centrale des clubs féminin de handball est la compétition organisée par la Confédération d'Amérique du Sud et centrale de handball (SCAHC) pour les clubs féminins en Amérique du Sud et centrale.

## Palmarès
| Édition   | Hôte      | Médaille d'or, Amérique du Sud | Médaille d'argent, Amérique du Sud | Médaille de bronze, Amérique du Sud |
| --------- | --------- | ------------------------------ | ---------------------------------- | ----------------------------------- |
| 2019 (en) | Brésil    | UnC Concórdia                  | UNIP São Bernardo                  | Scuola Italiana di Montevideo (en)  |
| 2022 (en) | Argentine | EC Pinheiros                   | Clube Português                    | River Plate                         |
| 2023 (en) | Brésil    | EC Pinheiros                   | River Plate                        | Clube Português                     |

## Bilans

### Bilan par club
| Rang | Club                               | Médaille d'or, Amérique du Sud | Médaille d'argent, Amérique du Sud | Médaille de bronze, Amérique du Sud | Total |
| ---- | ---------------------------------- | ------------------------------ | ---------------------------------- | ----------------------------------- | ----- |
| 1    | EC Pinheiros                       | 2                              | 0                                  | 0                                   | 2     |
| 2    | UnC Concórdia                      | 1                              | 0                                  | 0                                   | 1     |
| 3    | River Plate                        | 0                              | 1                                  | 1                                   | 2     |
| 3    | Clube Português                    | 0                              | 1                                  | 1                                   | 2     |
| 5    | UNIP São Bernardo                  | 0                              | 1                                  | 0                                   | 1     |
| 6    | Scuola Italiana di Montevideo (en) | 0                              | 0                                  | 1                                   | 1     |

### Bilan par nation
| Rang | Nation    | Médaille d'or, Amérique du Sud | Médaille d'argent, Amérique du Sud | Médaille de bronze, Amérique du Sud | Total |
| ---- | --------- | ------------------------------ | ---------------------------------- | ----------------------------------- | ----- |
| 1    | Brésil    | 3                              | 2                                  | 1                                   | 6     |
| 2    | Argentine | 0                              | 1                                  | 1                                   | 2     |
| 2    | Uruguay   | 0                              | 0                                  | 1                                   | 1     |